# Norra Lidingöbanan
Norra Lidingöbanan var en järnväg på Lidingö utanför Stockholm. Norra Lidingöbanan ägdes och trafikerades av trafikföretaget Lidingö Trafik AB. Företaget existerade mellan 1906 och 2001. Det inordnades dock redan 1968 i Trafikaktiebolaget Stockholm-Södra Lidingön, som i sin tur blev ett dotterbolag till AB Storstockholms Lokaltrafik. Bolaget byggde Norra Lidingöbanan som gick från Lidingöbron, längs Norra Kungsvägen, längs Lejonvägen och längs Kyrkvägen till en vändplats vid dagens Lidingövallen nära Kyrkviken. Denna bana hade spårvagnstrafik 1907-1971.

## Bolagets historia
Hjalmar A. Andersson (senare Arwin), grundare av Lidingö villastad och Carl Gustaf Dahlerus tog tillsammans initiativet till bildandet av Lidingö Trafik AB. Bolaget stiftades den 3 oktober 1905. Genom villastadsbolagets verksamhet skapades trafikunderlag och trafikbolaget ordnade goda kommunikationer för de boende. 
Den 1 januari 1968 övertogs Lidingö Trafik AB av Trafikaktiebolaget Stockholm-Södra Lidingön som ett steg i samordningen av länets kollektivtrafik. I praktiken innebar detta att SL tog kontrollen över trafiken. Norra Lidingöbanan lades ned 1971. Själva bolaget kvarstod som (vilande) dotterbolag till SL och likviderades inte formellt förrän 2001.

## Trafiken på Norra Lidingöbanan

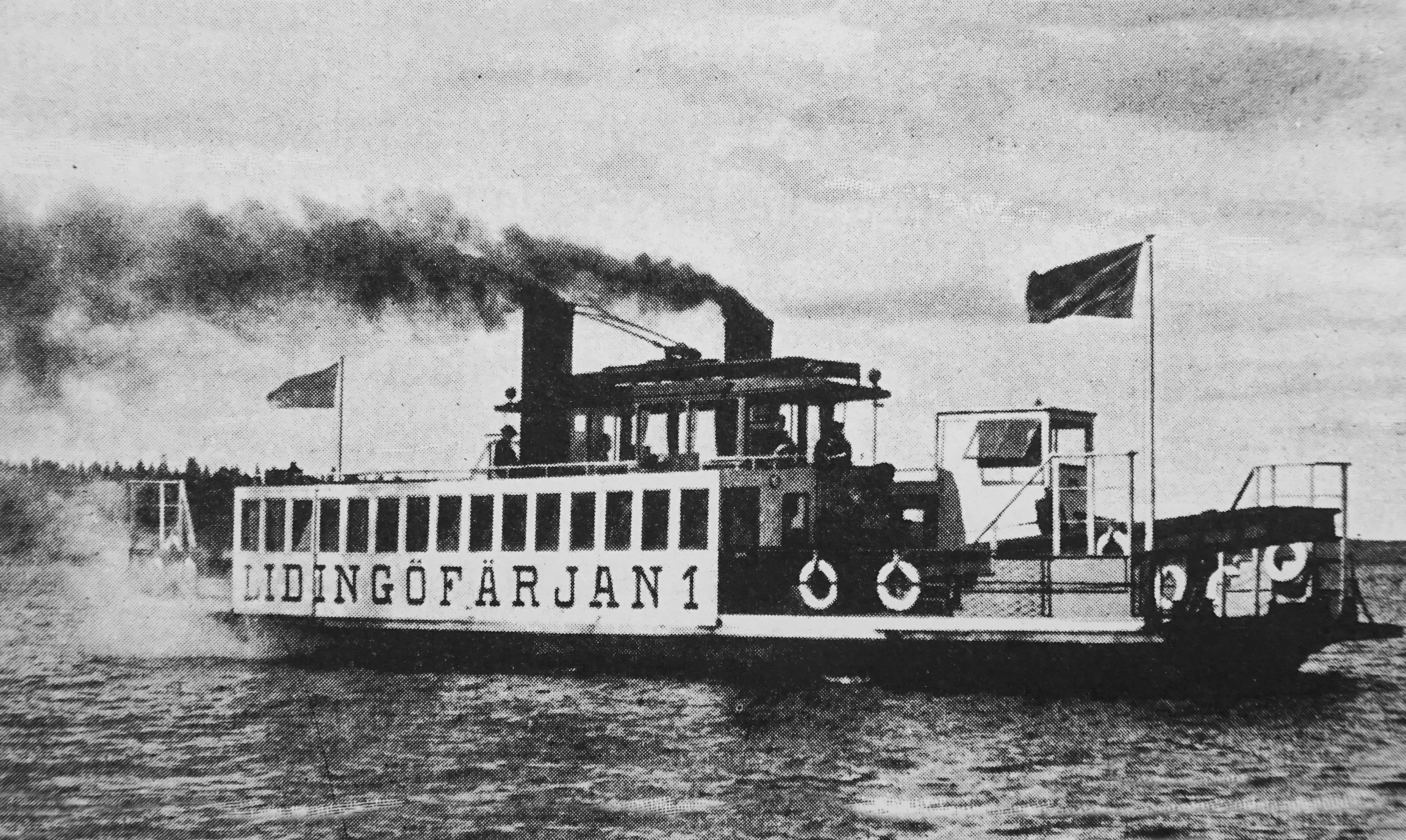
En av Lidingöbanans spårvagnar transporteras på Lidingöfärjan 1.

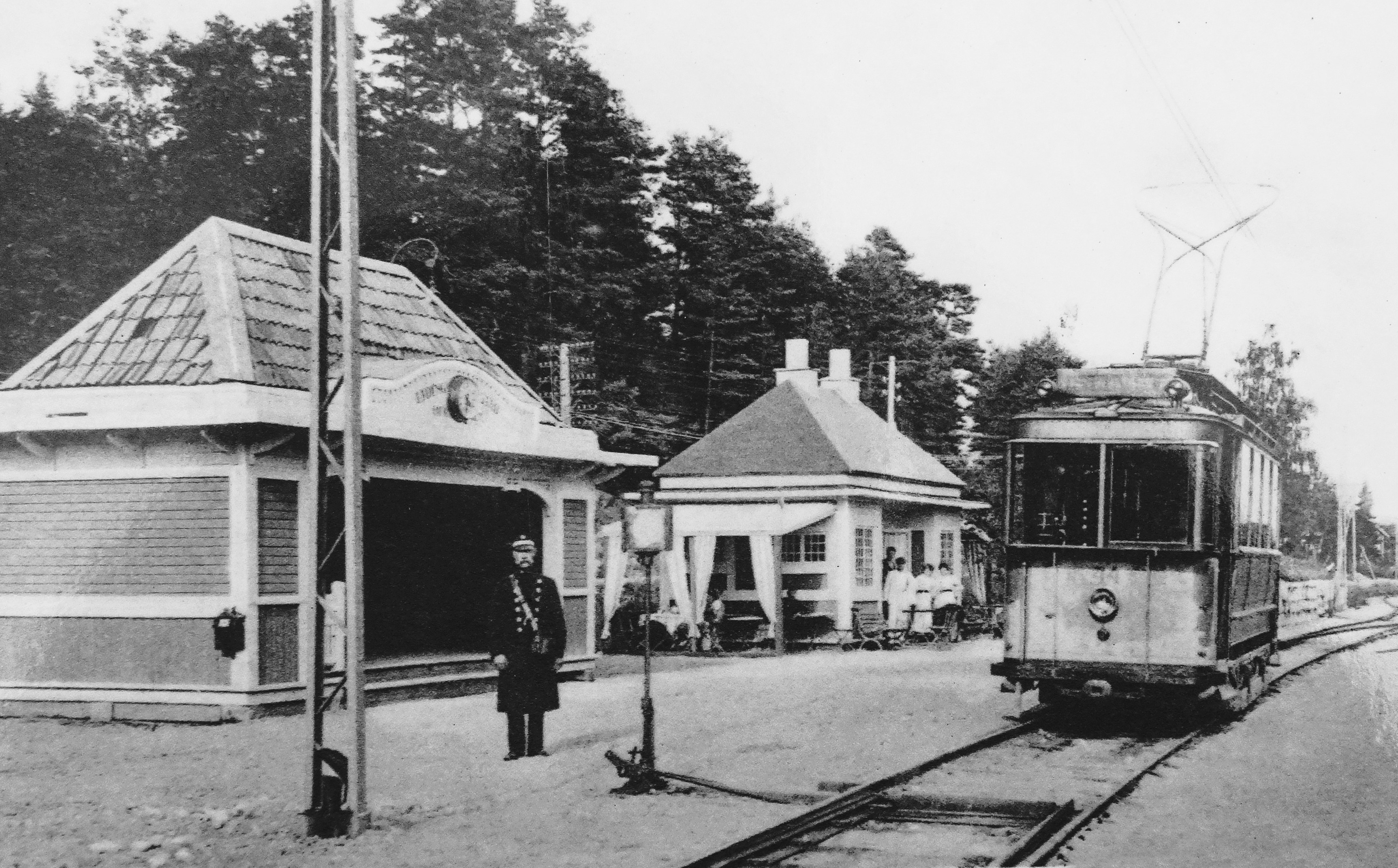
Hersbyholms station var slutstation fram till 1909, vykort från omkring 1907.

I februari 1906 tecknades avtal med ASEA om byggande av en normalspårig elektrisk bana mellan färjeläget vid Islinge och Kyrkviken. Avtal tecknades med Stockholms Nya Spårvägsaktiebolag (SNS) om en trafikentreprenad. Banan hade koncession som järnväg, men påminde mer om en spårväg. Bland annat fanns inget särskilt signalsystem på banan, bortsett från den enkelspåriga sträckan Källbonäs – Islinge. På denna sträcka användes ursprungligen tågstavar (senare ljussignaler). Dessutom var fordonen byggda som spårvagnar.
Trafiken startade den 16 oktober 1907, sedan ett antal spårvagnar färjats över och placerats i vagnhallen i Hersbyholm. Till vagnhallen hörde verkstad och en mindre rangerbangård. Hållplats Hersbyholm var under de första åren banans slutstation. 
År 1909 förlängdes banan med ny ändhållplats kalld Kyrkviken vid Kyrkviken, intill nuvarande tennishallen. Däremellan anlades en ny station, Kvarnen, uppkallad efter Hersby kvarn. Arkitekt Axel Herman Forsberg ritade merparten av banans stationsbyggnader. Hersbyholm är det enda bevarade stationshuset längs Norra Lidingöbanan vars banvall låg längs den gång- och cykelväg som numera leder förbi byggnaden (idag en del av den nio kilometer långa vandringsleden Elfviksleden). I byggnaden finns en restaurang.
År 1917 uppfördes en tillbyggnad till vagnhallen för att ge plats åt nya vagnar. 1949 ersattes den gamla träbyggnaden med en ny av betong. Efter nedläggningen av Norra Lidingöbanan 1971 användes vagnhallen för bland annat squashhall med restaurang, hotell samt av Friskis och Svettis. 
Bolaget anskaffade för färjetrafiken mellan Ropsten och Islinge två färjor, varav en var försedd med ett spår med plats för två spårvagnar. Vagnöverfärjningen pågick åren 1909–1914. 
Avtalet med SNS löpte ut med år 1916, varefter bolaget med egen vagnpark och personal övertog driften. Sedan Lidingöbron tagits i bruk år 1925 inleddes samtrafik med såväl södra Lidingöbanan som med AB Stockholms Spårvägar. Bolagets vagnar fick då sin ändstation nära Stureplan i centrala Stockholm. 1944 blev Lidingö stad huvudägare av trafikbolaget. 
Vid mitten av 1940-talet fick trafikbolagen på Lidingö en gemensam trafikledning. I praktiken hade man också ett nära samarbete med "södra banan" och lånade bland annat vagnar av varandra. Sedan så kallade Ängbyvagnar införskaffats av båda banorna 1945 inleddes pendeltrafik, vilket innebar att tågen trafikerade sträckan Kyrkviken – Humlegården – Gåshaga och omvänt. Norra Lidingöbanans vagnar var märkta med ägarbeteckningen "LiB".
Då tunnelbanan förlängdes till Ropsten i samband med högertrafikomläggningen 1967 upphörde pendeltrafiken till Humlegården och banan fick en ny ändstation vid Ropsten. Under de kvarvarande fyra åren trafikerades banan fortfarande i vänstertrafik, bortsett från sträckan över Lidingöbron. Eftersom Lidingös befolkning ökat kraftigt på 1960-talet uppstod behov av en ny, kapacitetsstarkare Lidingöbro som kunde komplettera den gamla kombinerade spårvägs- och vägbron från 1925. Platsbrist vid nya Lidingöbrons brofäste på Lidingösidan och ökad privatbilism ledde till att banan lades ned den 12 juni 1971. Kvarvarande fordon överfördes till södra banan och ett antal av norra banans vagnar var fortfarande i trafik på Lidingöbanan fram till juni 2013, fastän ombyggda till modernare utförande. En manövervagn har bevarats av Svenska Spårvägssällskapet.

## Bilder

Historiska bilder
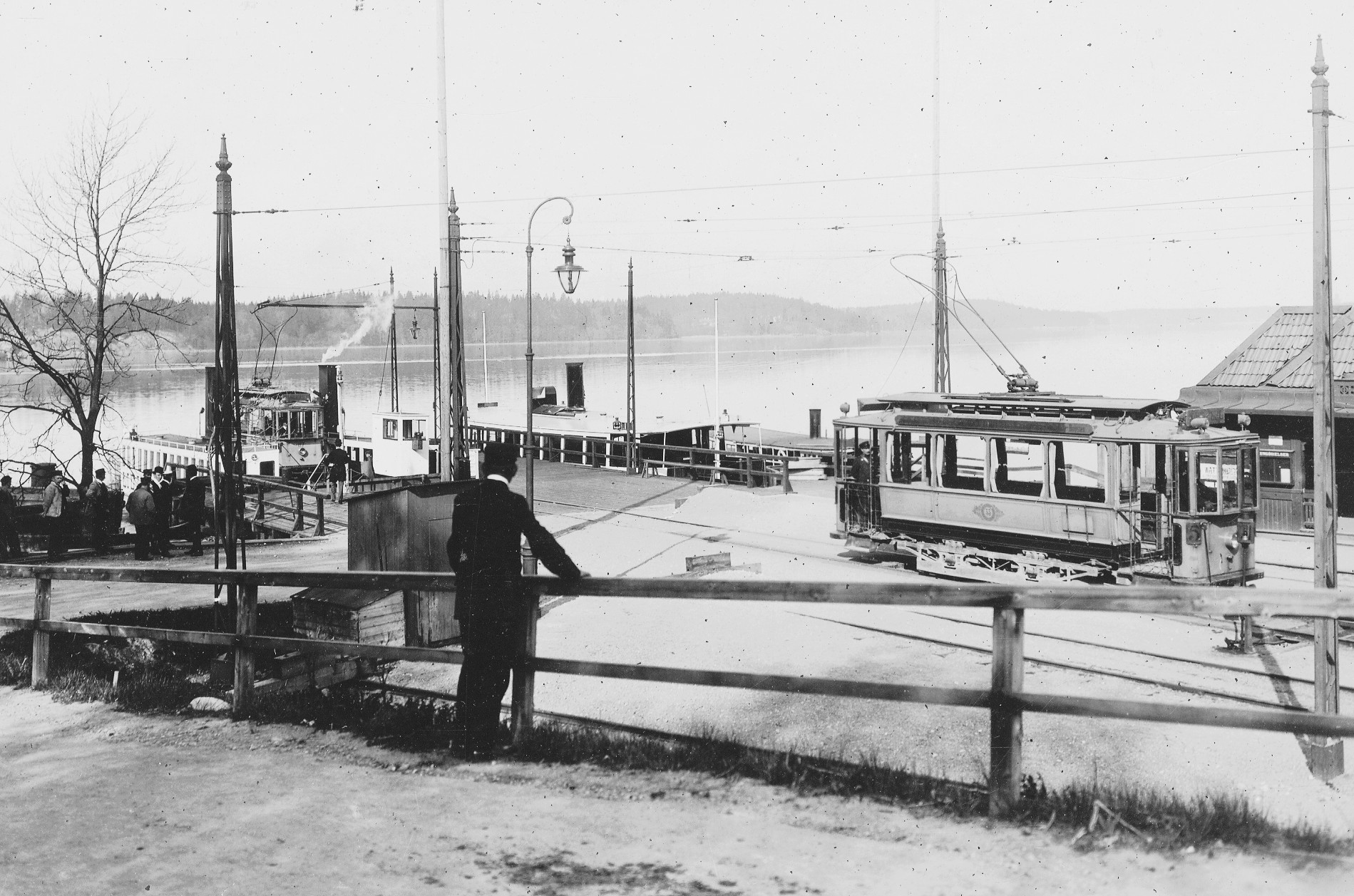
Islinge färjeläget med Norra Lidingöbanans spårvagnar, före 1914.
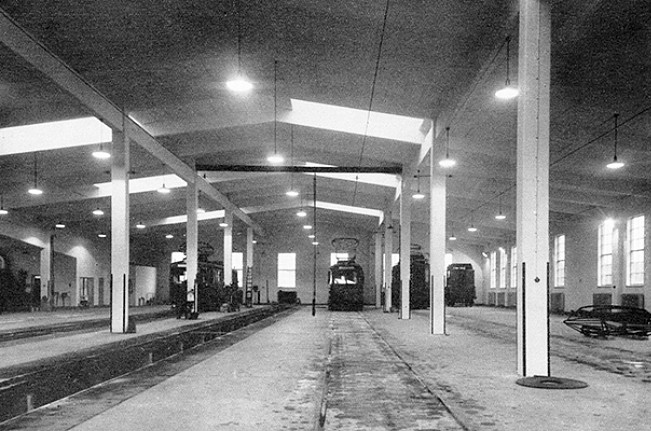
Norra Lidingöbanans nya vagnhall 1949.
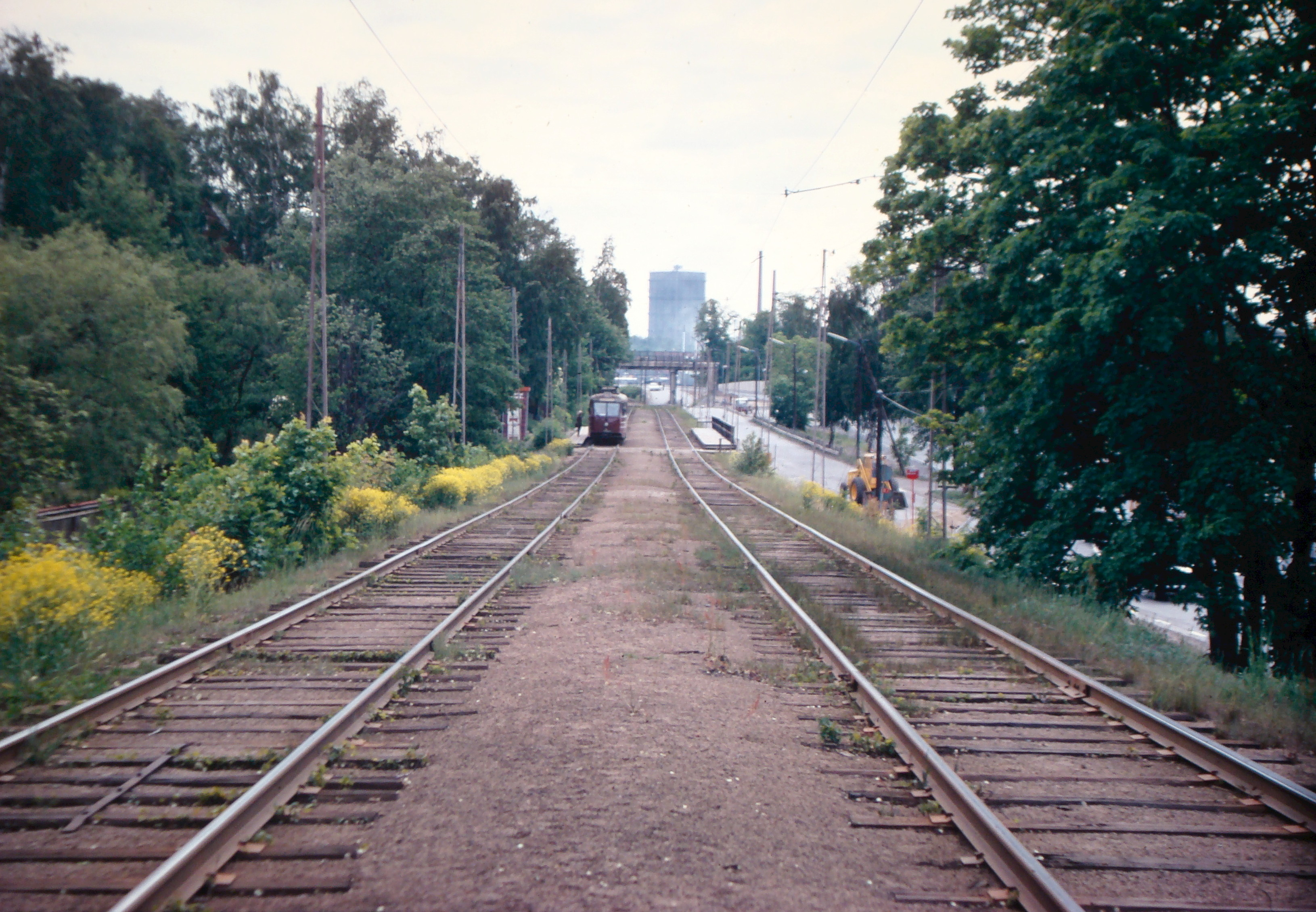
Norra Lidingöbanans tåg vid Källbonäs, 1970.
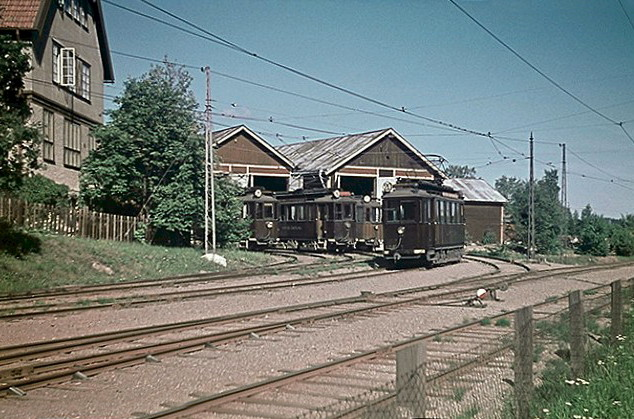
Norra Lidingöbanans gamla vagnhall 1945. Till vänster skymtar Telefonvillan.

Nutida bilder
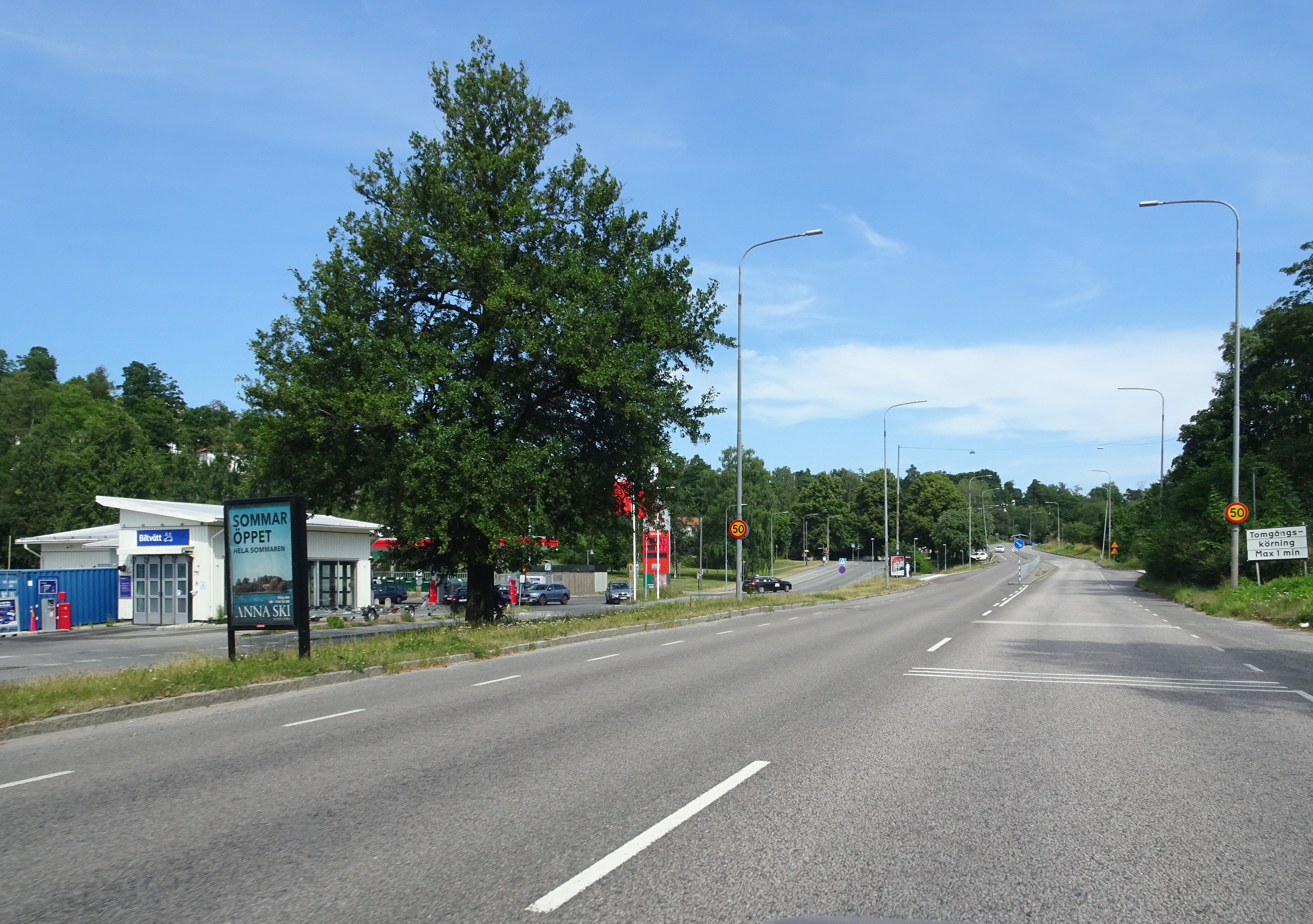
Norra Kungsvägen i Islinge, banan gick till vänster.
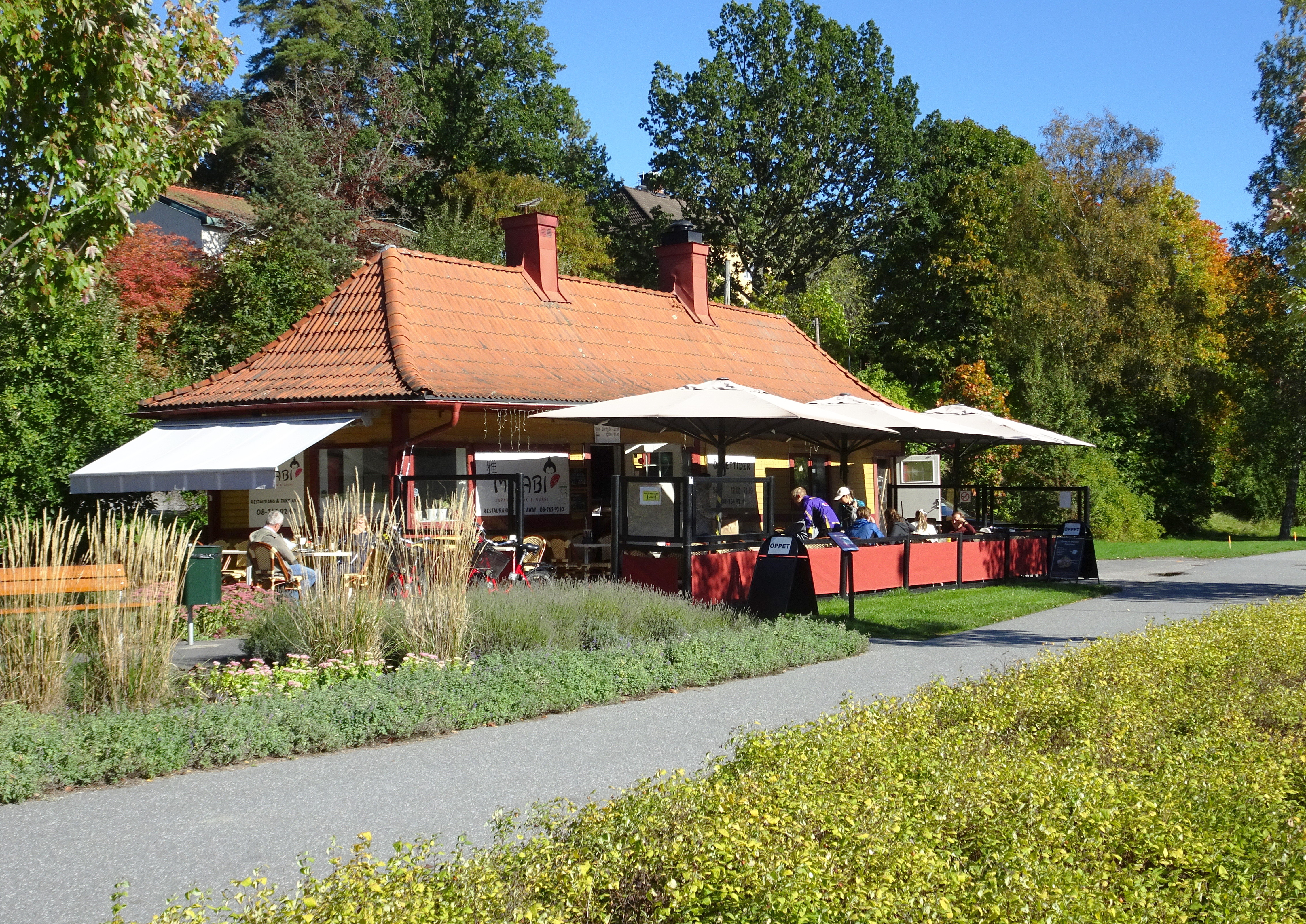
Stationshuset Hersbyholm.
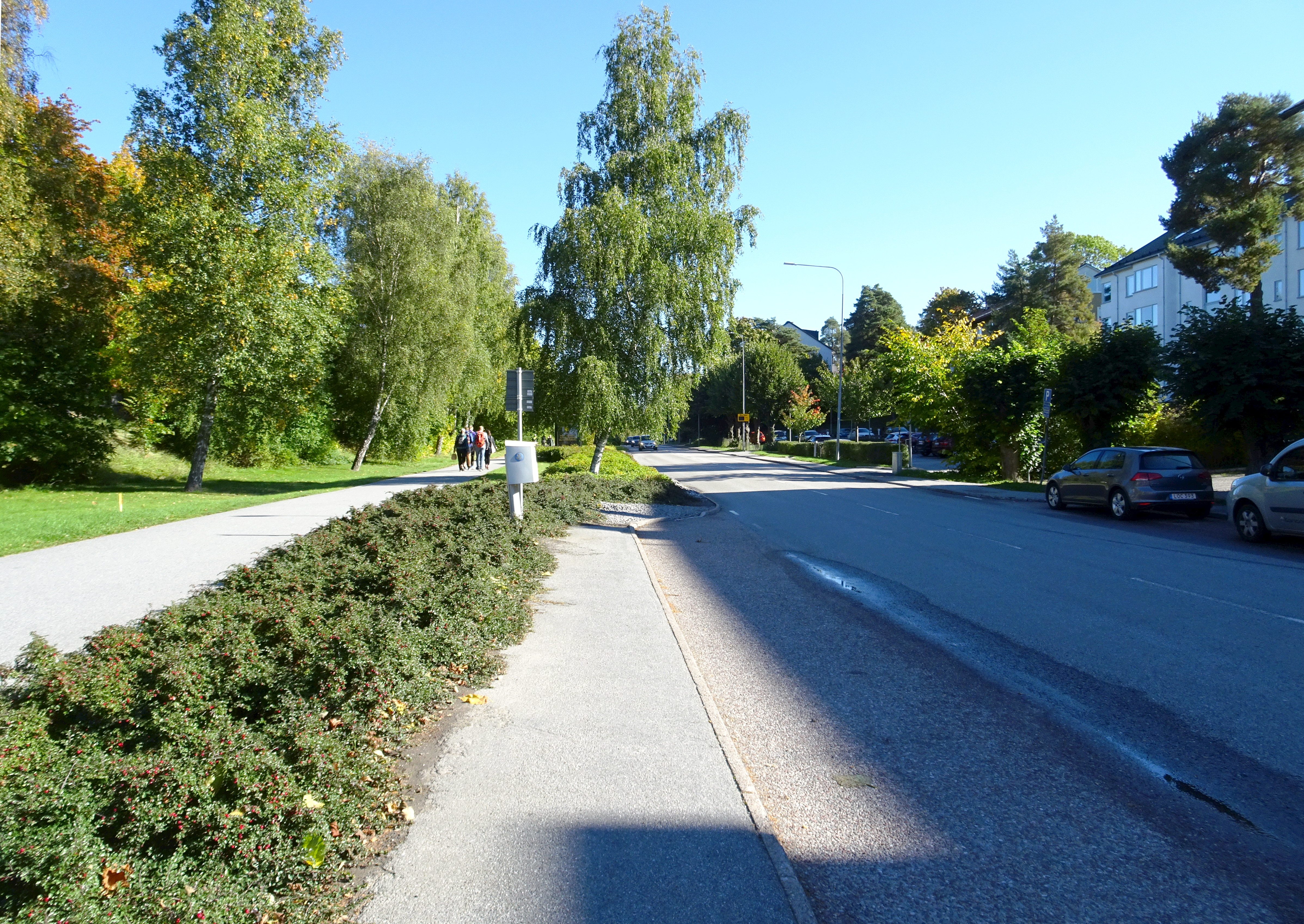
Kyrkvägen österut, banan gick på gång- och cykelvägen.
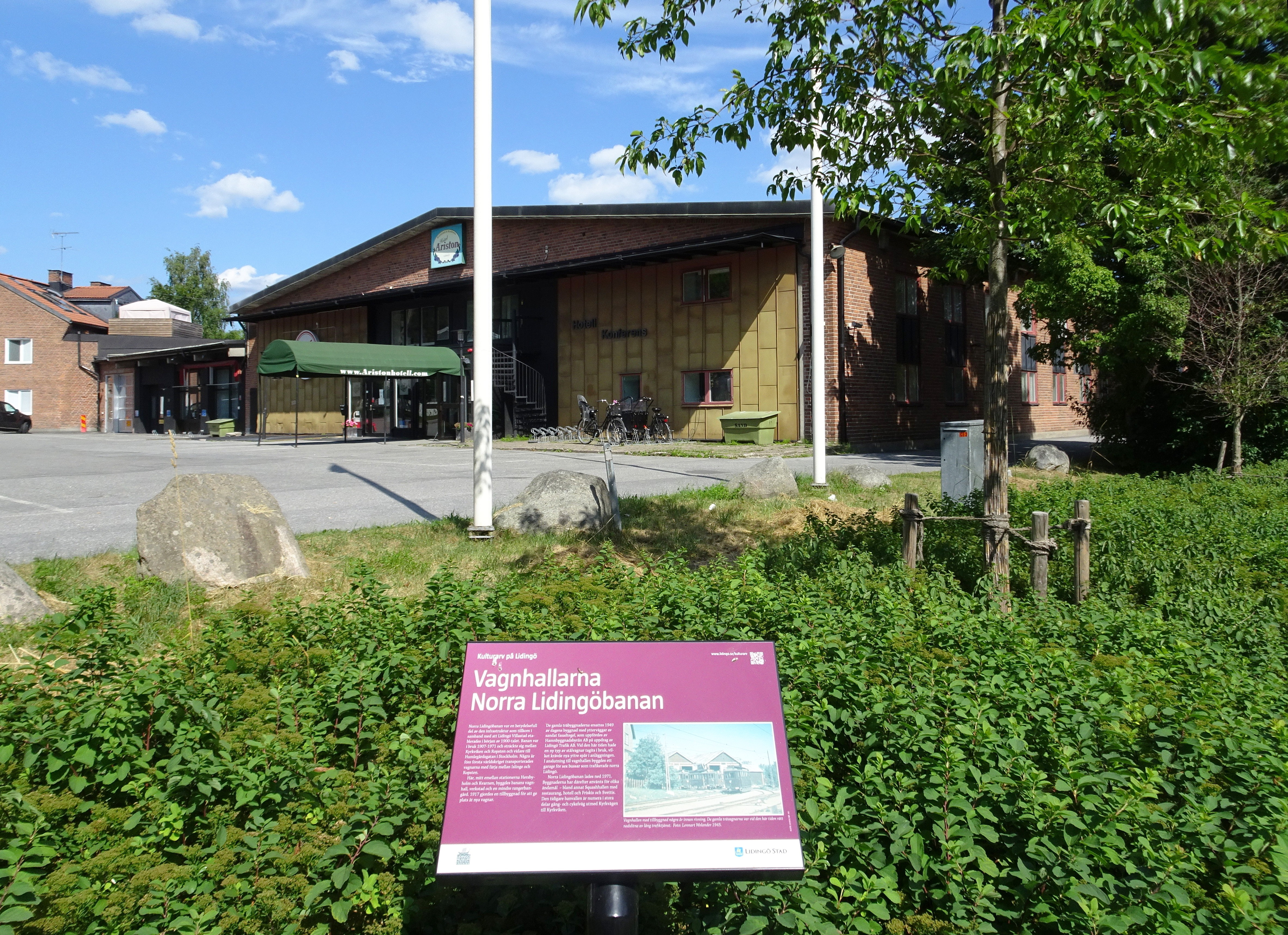
Vagnhallarna vid Kyrkvägen.